# Antoñita viuda de Ruiz
Antoñita viuda de Ruiz (Madrid 1925) es una peluquera y caracterizadora española con una larga trayectoria profesional en cine y teatro. Ha sido Jefa de Peluquería en el Teatro Español y ha colaborado con directores como José Carlos Plaza, Mario Gas, Lluis Pasqual, Adolfo Marsillach o Pedro Almodóvar.

## Biografía
Fue bautizada como Telesfora Galeana Fernández, pero eligió el nombre Antoñita viuda de Ruiz, con el que figura oficialmente en los créditos de representaciones, montajes y películas. Hija de un repartidor de prensa y una zapatera, empezó a trabajar como aprendiza de peluquería a los 14 años, en la casa-taller de los Ruiz, profesionales y maestros de peluquería y espectáculos, al lado del que sería su marido y compañero de profesión, Julián Ruiz (“Julipi”), con el que luego participaría en producciones cinematográficas españolas y americanas rodadas en España, como 55 días en Pekín, Doctor Zhivago, La caída del imperio romano o El Cid. También ha participado en otros filmes españoles, como Los santos inocentes, El perro del hortelano, Solas, Los lunes al sol, Los abrazos rotos, o Amador. Por las manos de Antoñita han pasado desde Sofía Loren o Ava Gardner hasta Aitana Sánchez-Gijón y Ana Belén,

## ExposiciónAl teatro por los pelos
En julio del 2011 se inauguró en el Festival de Teatro Clásico de Almagro, comisariada por Andrés Peláez, Fernanda Andura y Andrea D'Odorico, una exposición titulada Al teatro por los pelos montada a modo de taller de peluquería, que rememoró el trabajo realizado por Antoñita desde su llegada al Teatro Español, en la década de 1980 y supuso una singular muestra la evolución de este oficio ejercido con arte. La exposición contó con un catálogo y la publicación de un glosario en el que se recogen toda una serie de términos y palabras en desuso sobre posticería, peluquería, prendas de cabeza y maquillaje teatral.

## Episodios de una trayectoria profesional
La propia Antoñita describe su trabajo y el de Julipi, relatando cómo la peluca que su marido realizó para Omar Shariff fue decisiva para conseguir su papel en la película Doctor Zhivago Al parecer, al director David Lean no le convencía el actor por sus destacados rasgos árabes. Julipi le rasuró la parte superior de la frente y le suavizó la expresión, hasta que Lean quedó convencido. También fue decisivo el trabajo de su marido para que Concha Velasco encarnara a Teresa de Jesús. Ocurrió que Josefina Molina necesitaba una actriz versátil, que pudiera interpretar las distintas edades de la santa. Julipi apostó por Concha y la directora le hizo caso. Asimismo consiguió envejecer a Adolfo Marsillach para encarnar a Ramón y Cajal.

## Premios y reconocimientos
- Premio Muñoz Suay de la Academia de cine 22 de marzo de 2010.[10]
- Medalla de Oro al mérito en el trabajo.[11]
- Premio Segundo de Chomón.[12]
- Premio Ceres 2012.[13]